# Stazione di San Marco
La stazione di San Marco è una fermata ferroviaria a servizio di San Marco, frazione del comune di Dragoni, posta sulla ferrovia Piedimonte Matese - Santa Maria Capua Vetere (Alifana alta).

## Storia
Inizialmente chiamata stazione di San Ferdinando, è stata ricostruita nel dopoguerra e ha preso il nome attuale.

## Strutture e impianti
La fermata comprende unicamente un marciapiede circondato da un muro di cinta con un piccolo accesso ed un fabbricato viaggiatori disabitato.

## Movimento
La stazione è servita da treni regionali svolti da EAV. Nella stazione fermano solo alcuni dei treni della linea Napoli - Piedimonte Matese, e le destinazioni principali sono Napoli e Piedimonte Matese.